# 岩根村 (滋賀県)
岩根村（いわねむら）は滋賀県甲賀郡にあった村。現在の湖南市の北部、野洲川右岸のうち下田と湖南工業団地を除いた区域にあたる。

## 地理
- 山岳：十二坊
- 河川：野洲川

## 歴史
1872年（明治5年）4月7日、当時の戸籍法に基づいた区の設置により石部村・東寺村・西寺村・柑子袋村・平松村・針村・夏見村・吉永村・三雲村・岩根村・朝国村・菩提寺村・正福寺村の13村が甲賀郡第1区となった。甲賀郡には第10区まで置かれた。滋賀県では戸籍法による区の設置後も町村の機能を残して行政運営を行っていた。
1878年（明治11年）には戸籍法制定時に設けた区を廃止。翌年の1879年（明治12年）5月16日、町村を行政組織の末端と規定する郡区町村編制法が施行。1885年（明治18年）7月1日、「連合戸長役場」が岩根村に設置され、岩根村・朝国村・菩提寺村・正福寺村を管轄した。1889年（明治22年）4月1日の町村制施行時には4村の区域をもって本村が発足した。
1941年（昭和16年）には、戦時政策として、本村の一部（菩提寺・正福寺）と石部町および三雲村の一部（柑子袋・平松・針）の合併が検討されたが実現しなかった。1953年（昭和28年）に市町村合併促進法が制定され、県甲賀地方事務所は、本村と石部町・三雲村・下田村の4町村の合併を提案したが、下田村は中学校建設問題、蒲生郡苗村・鏡山村との合併が視野にあることを理由に脱退した。また、石部町が新町名に石部町、仮庁舎・本庁舎とも石部を主張したのに対し、本村と三雲村は役場位置を3町村の中間地点に置くべきと主張して議論は平行線をたどり、三雲村・岩根村の2村が1955年（昭和30年）4月10日に合併して甲西町となった。

### 沿革
- 1889年（明治22年）4月1日 - 町村制の施行により、岩根村・朝国村・菩提寺村・正福寺村の区域をもって発足。
- 1955年（昭和30年）4月10日 - 三雲村と合併して甲西町が発足。同日岩根村廃止。

## 交通

### 道路
現在は旧村域に名神高速道路の菩提寺パーキングエリアが所在するが、当時は未開通。